# 通志
| 十通               |
| 《通典》           |
| 《通志》           |
| 《文献通考》       |
| 《续通典》         |
| 《续通志》         |
| 《续文献通考》     |
| 《清朝通典》       |
| 《清朝通志》       |
| 《清朝文献通考》   |
| 《清朝续文献通考》 |

《通志》，宋朝鄭樵撰，紹興三十一年（1161年）成書，體例仿照《史記》，記錄上古至隋唐的各朝典章制度的政書，列為「十通」之一。與《通典》《文獻通考》，合稱為「三通」。

## 內容
《通志》全書共兩百卷，附考證三卷，內容包括：《本紀》十八卷、《年譜》四卷、《二十略》五十二卷、《世家》三卷、《列傳》一一五卷、《載記》八卷，其中以《二十略》最具價值。
《通志》是鄭樵畢生著作結晶，他云：「五十載總為一書」。其中，紀傳部分主要抄自前代正史而稍加連綴，后妃、宗室、世家三部分，性質和列傳相近，篇幅也不多，後人把它歸入列傳，這樣，《通志》就成為紀、傳、譜、略、載記五種體例構成的史書了。它實際上是繼承《史記》的傳統體裁，在改「表」為「譜」、易「志」為「略」，以及全書綱目體例的統一，史事的考訂改編，《二十略》的創作等方面，都有他的獨到見解，也有所創新，所以，章學誠稱讚《通志》，是鄭氏別識心裁的創作。
「二十略」部份是鄭樵獨創的，「採抵既已浩博，議論亦多替辟」，像《氏族》《六書》《七音》《都邑》《草木昆蟲》等略，為舊史所無，至於《禮》《樂》《職官》《選舉》《食貨》諸略與唐代杜佑《通典》相同。鄭樵說：「總天下之大學術，而條其綱目，名之曰略，凡二十略，百代之憲章，學者之能事，盡於此矣。」涉及諸多知識領域，堪稱世界上最早的一部百科全書。「二十略」後來獨立成冊，稱《通志二十略》，簡稱為《通志略》。
除《二十略》外，《通志》的其餘部分，諸如《本紀》和《列傳》系抄錄漢代至隋朝諸史舊文，略加刪改而成，甚至被後世斥為「漏洞百出」、「語多襲舊」。鄭樵本人對《漢書》的偏見，也影響了鄭樵史學批評的公正性和嚴肅性。
《氏族略》是《二十略》其中專考姓氏之一略，將姓氏以起源形式分列，收錄頗全，考釋甚詳，計收姓氏2255個。此外，還有《總論》13篇，對姓氏進行系統的學術探討，是研究姓氏學的重要著作。

## 目錄
《通志》全書目錄：
- 本紀十八卷（卷一至十八）

1. 卷第一 三皇紀 太昊 炎帝 黄帝
2. 卷第二 五帝紀 帝少昊 帝顓頊 帝嚳 帝堯 帝舜
3. 卷第三上 三王紀 夏 商
4. 卷第三下 三王紀 周
5. 卷第四 秦紀 秦
6. 卷第五上 前漢紀 高祖 惠帝 高后呂氏
7. 卷第五下 前漢紀 文帝 景帝 武帝 昭帝 宣帝 元帝 成帝 哀帝 平帝
8. 卷第六上 後漢紀 光武 明帝 章帝 和帝 殤帝 安帝
9. 卷第六下 後漢紀 順帝 沖帝 質帝 桓帝 靈帝 獻帝
10. 卷第七 魏紀 武帝 文帝 明帝 齊王 高貴鄉公 陳留王
11. 卷第八 蜀紀 先主 後主
12. 卷第九 吴紀 孫堅 策 大帝 㑹稽王 景帝 歸命侯
13. 卷第十上 晉紀 宣帝 景帝 文帝 武帝 惠帝 懷帝 愍帝
14. 卷第十下 晉紀 元帝 明帝 成帝 康帝 穆帝 哀帝 廢帝 簡文帝 孝武帝 安帝 恭帝
15. 卷第十一宋紀 武帝 少帝 文帝 孝武帝 前廢帝 明帝 後廢帝 順帝
16. 卷第十二 南齊紀 高帝 武帝 鬰林王 海陵王 明帝 東昬侯 和帝
17. 卷第十三 梁紀 武帝 簡文帝 元帝 敬帝
18. 卷第十四 陳紀 武帝 文帝 廢帝 宣帝 後主
19. 卷第十五上 後魏紀 聖武帝 神元帝 思帝 昭帝〈桓帝穆帝〉平文帝 惠帝 炀帝 烈帝 昭成帝 道武帝 明元帝 太武帝 文成帝 獻文帝
20. 卷第十五下 後魏紀 孝文帝 宣武帝 孝明帝 孝莊帝 節閔帝 安定王 孝武帝 西魏文帝 廢帝 恭帝 東魏孝靜帝
21. 卷第十六 北齊紀 神武帝 文襄帝 文宣帝 濟南王 孝昭帝 武成帝 後主〈幼主附〉
22. 卷第十七 後周紀 文帝 孝閔帝 明帝 武帝 宣帝 靜帝
23. 卷第十八 隋紀 文帝 炀帝 恭帝

- 后妃傳二卷（卷十九至二十）
- 年譜四卷（卷二十一至二十四）

1. 卷第二十一 年譜序 三皇 五帝 夏 商 周 秦〈以上載稱世譜〉春秋〈以後始稱年譜〉
2. 卷第二十二 七國 秦末六國 漢興諸王 前漢 後漢
3. 卷第二十三 三國 晉 前凉 成 漢 代 東晉 前趙 後趙 前燕 蜀漢 魏 前秦 後燕 後秦 西秦 北魏 後凉 南凉 北凉 南燕 西凉 北燕 夏
4. 卷第二十四 宋 齊 梁 北魏 西魏 東魏 北齊 後梁 後周 陳 隋

- 略五十二卷（卷二十五至七十六）
  - 氏族略六卷
  - 六書略五卷
  - 七音略二卷
  - 天文略二卷
  - 地理略一卷
  - 都邑略一卷
  - 禮略四卷
  - 諡略一卷
  - 器服略二卷
  - 樂略二卷
  - 職官略七卷
  - 選舉略二卷
  - 刑法略一卷
  - 食貨略二卷
  - 藝文略八卷
  - 校讐略一卷
  - 圖譜略一卷
  - 金石略一卷
  - 災祥略一卷
  - 昆蟲草木二卷
- 傳一百二十四卷（卷七十七至二百）
  - 周同姓世家一卷
  - 宗室八卷
  - 周異姓世家一卷
  - 列傳七十七卷
  - 外戚一卷
  - 忠義一卷
  - 孝友一卷
  - 獨行一卷
  - 循吏二卷
  - 酷吏一卷
  - 儒林三卷
  - 文苑二卷
  - 隱逸二卷
  - 宦者一卷
  - 游俠一卷
  - 藝術三卷
  - 佞幸一卷
  - 列女一卷
  - 載記八卷
  - 四夷七卷

## 版本
- 《通志》，福州路三山郡庠刊本，元至大(1308)刊至治二年修補本(1322年)。[5]
- 《通志二十略》(五十一卷)，福建監察御史陳宗夔刊本，明嘉靖二十九年(1550)。[5]
- 《通志》，虞山毛氏汲古閣刊本，明崇禎三年(1630)。[5]
- 《通志》，吳玉搢手鈔通志本，清雍正三年(1725)。[5]
- 《通志》，武英殿三通合刻本，清乾隆十二年(1747)。
- 《通志》，明刊重印本，清乾隆十三年(1748)。[5]
- 《通志》，內府刊本，清乾隆五十年(1785)。[5]
- 《通志》，南滙吳氏聽彝堂刊本，清嘉慶間(1796-)。[5]
- 《通志》，貫吾齋石印本，清朝道光間(1828-)。[5]
- 《通志》，六安晁氏活字印本，清道光十一年(1831)。[5]
- 《通志》，粵東書局重刊本，清同治十二年(1873)。[5]
- 《通志》，杭州浙江書局刊本，清光緖二十二年(1896)。[5]
- 《通志》，上海博古齋影印本，民國十一年(1922)。[5]
- 《通志略》，上海商務印書館刊本，民國二十二年(1933年)。[6]
- 《十通》第四種，《通志》，上海商務印書館刊本，民國二十四年(1935年)。[6]
- 《通志》，臺北新興書局刊本，民國四十七年(1958年)。[6]